# Josef Buchmann

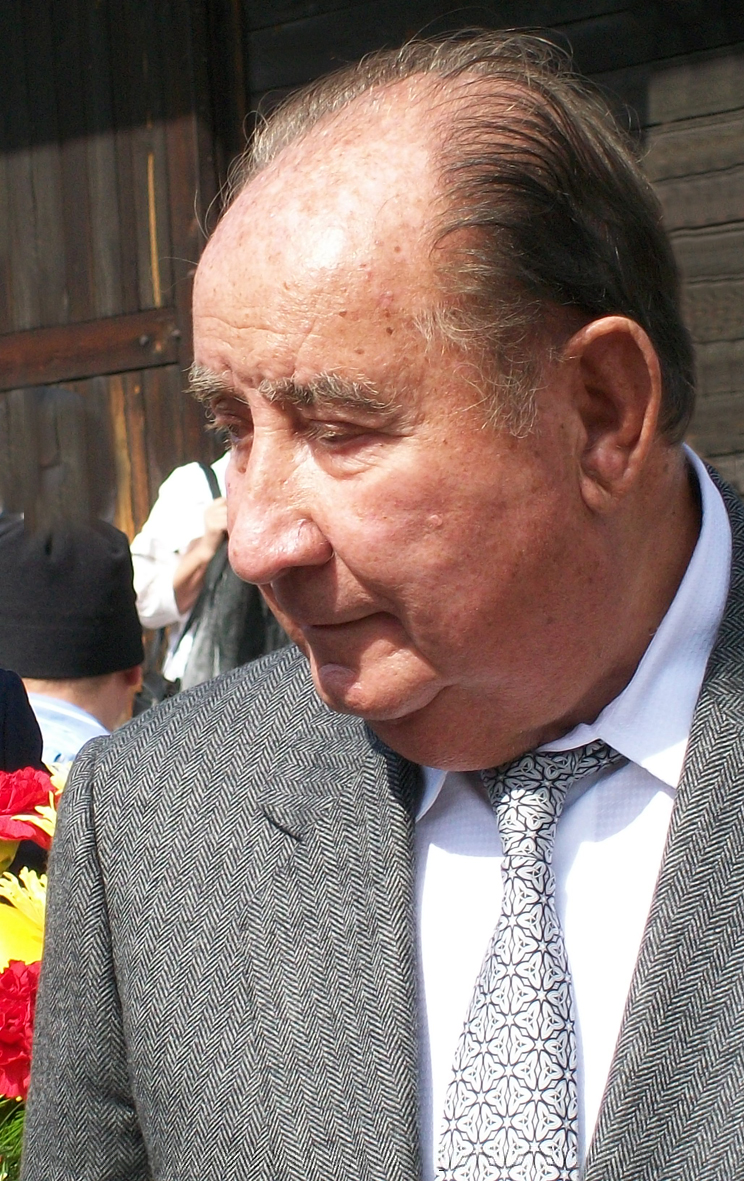
Josef Buchmann

Josef Buchmann (* 1931 in Łódź) ist ein deutscher Unternehmer und Mäzen polnisch-jüdischer Herkunft.
Er ist ein wichtiger Immobilieninvestor in Frankfurt am Main und soll einer der reichsten Bürger Deutschlands sein. Sein Vermögen wurde 2011 auf etwa eine Milliarde Euro geschätzt. Des Weiteren ist er der Initiator mehrerer Stiftungen und Wohltätigkeitsverbände, wie beispielsweise der Josef-Buchmann-Stiftung, des Josef-Buchmann-Stipendiums, der Buchmann-Fakultät für Rechtswissenschaften in Tel Aviv oder des jüdischen Museums in Frankfurt.

## Leben
Buchmanns Jugend wurde durch den Nationalsozialismus geprägt; er wuchs größtenteils im Konzentrationslager Auschwitz auf. Er selbst überlebte als 14-Jähriger, seine Eltern hingegen starben im Vernichtungslager.
In den Nachkriegsjahren arbeitete er im Frankfurter Bahnhofsviertel als Bar- und Varietébesitzer. Mit dem Kauf und Bau eines Wohn- und Geschäftshauses in der Moselstraße gegenüber seiner „New York City-Bar“ begann er in den 1960er Jahren mit Immobiliengeschäften. Im Erdgeschoss errichtete er den Nachtclub „Imperial“, der in ganz Deutschland bekannt wurde. Für den Shell-Konzern errichtete er 1966 im Frankfurter Nordend das Shell-Hochhaus, damals höchstes Gebäude der Stadt.
Im Jahre 1982 hatte Buchmann die Idee für ein Hochhaus auf dem Areal des ehemaligen Palais Reichenbach-Lessonitz im Westend. Das Grundstück hatte er zuvor erworben und einen architektonischen Entwurf für ein Hotelgebäude anfertigen lassen. Später verkaufte er das Grundstück an den Münchner Unternehmer Josef Schörghuber, der dort für die Deutsche Bank deren Zentrale im Deutsche-Bank-Hochhaus errichtete.
In den 1990er Jahren erwarb er das Nordwestzentrum, eine der größten Shoppingmalls in Deutschland, und baute es um. Das Einkaufszentrum befindet sich bis heute in seinem Besitz. Dort sind auch sein Arbeitsplatz und der Sitz seiner Stiftung, Straßenbaufirma, Bauunternehmung und Immobilienverwaltung.
1988 kaufte er die vom Verfall bedrohte Naxoshalle im Ostend und vermietete sie an die Stadt Frankfurt, die in der denkmalgeschützten ehemaligen Fabrikhalle ein Kulturzentrum einrichtete. Im Jahr 2006 kaufte die Stadt Buchmann die Halle für einen Betrag von 20 Millionen Euro ab.
Des Weiteren errichtete er in Tel Aviv ein Delphinarium und ließ 10.000 m² Meer trockenlegen. Das Bauwerk wurde jedoch von der Stadt nach Baubeginn zurückgefordert, was zu einem langen Ringen mit der Stadt führte, bis Buchmann im Jahre 2015 das Grundstück für 50 Millionen Euro schlussendlich verkaufte.
Seit den 1980er Jahren tritt er als Förderer in den Vordergrund. So unterstützte er den Neubau des Zentrums für Kinderheilkunde und Jugendmedizin am Frankfurter Uniklinikum, das den Namen „Josef-Buchmann-Flügel“ erhielt. Außerdem wurde das Klinikum bei der Anschaffung modernster medizinischer Geräte von ihm unterstützt. Die Josef Buchmann Laureatus-Professur wurde 2004 bis 2008 durch den Frankfurter Förderverein für physikalische Grundlagenforschung durch Josef Buchmann vergeben. Im Senckenberg Museum ist Buchmann Mitglied des Kuratoriums und unterstützte die Neugestaltung der Vogelhalle. Diese ist ebenfalls nach ihm benannt. 2005 wurde in Tel Aviv die nach ihm benannte dortige Musikhochschule neu strukturiert, die Buchmann-Mehta School of Music.
Buchmann baute durch über 30-jährige Förderung das Institut für Molekulare Lebenswissenschaften an der Goethe-Universität in Frankfurt auf, weshalb er im Jahr 2013 für seine Verdienste, zu denen auch viele Doktorandenstipendien gehören, zum Ehrensenator der Universität ernannt wurde.
Buchmann ist verheiratet und hat zwei Töchter.

## Ehrungen
- 2013 Ehrensenator der Goethe-Universität
- 2011 Ehrenplakette der Stadt Frankfurt am Main
- 2005 Verdienstorden der Republik Polen
- 2002 Ehrendoktor der mini
- 2023 Bundesverdienstkreuz 1. Klasse[15]

## Bauwerke
Folgende Bauwerke wurden von Buchmann maßgeblich finanziert oder befinden sich unter anderen in seinem Besitz:
- 1962 „New York City-Bar“
- 1966 City Gate, ehemals „Shell-Haus“ und Nachtclub „Imperial“
- 1966 Röderbergweg 121-123
- 1969 Hainer Weg 24
- 1969 Rhein-Main-Center
- 1970 Geleitsstraße 14
- 1971 Eschborner Landstraße 130-132
- 1983 Bahntower (Frankfurt am Main) – ungebaute Variante von JSK
- 1984 Einkaufszentrum Nordwestzentrum
- 1984 Deutsche-Bank-Hochhaus
- 1988 Naxoshalle
- 1989 Delphinarium Tel Aviv
- 1990 Mainzer Landstraße 185-189
- 1997 Zeil 5-9
- 1999 Zentrum für Kinderheilkunde und Jugendmedizin, „Buchmann-Flügel“
- 2012 Buchmann Institut für Molekulare Lebenswissenschaften

## Kontroverses
Im Rahmen der sogenannten Beker-Affäre wurde Buchmann Anfang der 1990er Jahre verschiedentlich in der Presse angegriffen. Bei einer Hausdurchsuchung im Büro Hersch Bekers fanden Ermittler Hinweise auf eine Beteiligung Buchmanns an Immobiliengeschäften der Beker-Brüder mit der Stadt Frankfurt. Der Spiegel sah in seiner Ausgabe vom 9. Juli 1990 Bezüge zwischen Beker, Buchmann und der damaligen CDU-geführten Landesregierung. In der am 5. März 1991 ausgestrahlten ZDF-Reportage Mafia am Main wurde Buchmann als Pate von Frankfurt bezeichnet.
Buchmann wehrte sich stets gegen die Vorwürfe und veröffentlichte stadtweit Anzeigen mit der Überschrift „Ich, Josef Buchmann, werde gejagt von publizistischen Hetzern“. Zu keinem Zeitpunkt wurde gegen ihn ermittelt oder ein Verfahren eröffnet.